# Elisabeth av Hessen (1864–1918)
Elisabeth av Hessen, senare Elisabeth Feodorovna Romanova, som helgon St. Elizabeth Romanova, allmänt kallad Ella, född 1 november 1864, död 18 juli 1918, var en rysk storfurstinna, abbedissa och helgon, gift i Vinterpalatset i juni 1884 med storfurst Sergej Alexandrovitj av Ryssland, som var farbror till tsar Nikolaj II av Ryssland, och syster till tsaritsan, Alexandra av Hessen.
Elisabeth är ett rysk-ortodoxt helgon, kanoniserad av den ryska exilkyrkan 1981 och av Moskvas patriarkat 1992. Efter makens död vid ett attentat 1905 förlät hon offentligt makens mördare och drev utan framgång en kampanj för att få honom frisläppt. Hon grundade klostret Marfo-Mariinsky som var aktivt med socialhjälp i Moskva, och blev dess abbedissa. Hon avrättades av bolsjevikerna under ryska revolutionen. Hon räknas till martyrerna i Alapajevsk.

## Biografi
Elisabeth var dotter till Alice av Storbritannien och Ludvig IV av Hessen-Darmstadt. Hennes barndom beskrivs som trygg men också enkel. Hon och hennes syskon fick städa sina egna rum, och modern sydde deras kläder. Elisabeth beskrevs som en av Europas största skönheter och hennes personlighet som charmfull och tillmötesgående, och hon mottog efter hand ett stort antal frierier, bland annat från kejsar Vilhelm II av Tyskland.

### Storfurstinna
Sergej Alexandrovitj av Ryssland besökte ofta Darmstadt med sin mor och sin bror Paul, och friade två gånger till henne. De var båda allvarliga och religiösa. Efter hans föräldrars död tackade hon ja till hans frieri, trots sin mormor Viktoria I av Storbritanniens missnöje. Giftermålet ägde rum i Vinterpalatset i juni 1884. Paret fick inga barn, men blev 1891 fosterföräldrar åt Sergejs brorsbarn Dimitrij Pavlovitj och Maria Pavlovna av Ryssland.
Elisabeth blev genast populär i Ryssland, och det sades att alla hade blivit förälskade i henne vid hennes ankomst till S:t Petersburg. Hon lärde sig tala perfekt ryska, och trots att hon tilläts behålla sin religion deltog hon i ortodoxa gudstjänster. År 1891 konverterade hon till den rysk-ortodoxa tron. Hennes motiv ifrågasattes, men konverteringen bedöms ha varit religiöst betingad. Hon antog då ett ryskt namn, Elizaveta Feodorovna Romanovna. Hon levde från 1892 i Kreml i Moskva, där maken blivit utnämnd till generalguvernör.
År 1894 gifte sig hennes syster Alexandra med Rysslands nya tsar, Elisabets makes brorson, Nikolaj II, och Elisabeth blev därmed tsarens svägerska. Hennes syster hade länge tvekat att gifta sig med Nikolaj för att hon tvekade att konvertera, men Elisabet hade övertalat Nikolaj att uppvakta Alexandra, och Alexandra att konvertera.
Sergej och Elisabeth beskrivs båda som allvarliga och religiösa. 1888 gjorde de tillsammans en pilgrimsresa till Jerusalem. Sergej Alexandrovitj var djupt politiskt konservativ, och under sin tid som Moskvas generalguvernör drev han en hård förföljelse mot kommunister, demokrater och alla typer av oppositionella. Elisabeth ägnade sig mest åt välgörenhet och inrättade 1894 Elisabets Välgörenhetssällskap, som tog hand om fattiga barn.

### Filantropiskt arbete
År 1905 mördades hennes man i ett politiskt attentat utanför Kreml av kommunisten Ivan Kalyayev. Makens död var en svår chock, men hon ville trots detta inte att Kalyayev skulle avrättas. Hon besökte honom i fängelset, förklarade att hon hade förlåtit honom och sade honom att hon skulle be tsaren benåda honom från avrättning om han ångrade sitt mord. Kalyayev beskrev hennes man som en förtryckare och ett verktyg för tyranni. Elizabeth sa emot honom:
”Du har fel, min man älskade människorna och tänkte bara på deras välfärd. Därför är ditt brott inte berättigat. Överge din stolthet och omvänd dig.”
Kalyayev svarade att han hade begått mordet av politiska orsaker och att han var nöjd med att dö för dessa, och vägrade att ångra sig. Elisabeth bad i alla fall Nikolaj II att benåda Kalyayev, men utan framgång.
Efter makens död drabbades Elisabeth av en svår depression, som så småningom ledde till en religiös kris. Hon anlade sorgkläder och blev vegetarian. År 1909 sålde hon sina värdeföremål, inklusive sin vigselring, och öppnade ett kloster i Moskva för pengarna. År 1910 inträdde hon själv i klostret som dess abbedissa samtidigt som ett antal andra kvinnor, bland dem hennes kammarjungfru Varvara Yakovleva. Hon sade vid sin vigning till nunna: 
”Jag lämnar den bländande värld i vilken jag har haft en hög position, och nu, tillsammans med dig, är jag på väg att stiga ner till en mycket större värld - de fattigas och lidandes värld.”
Elisabeths tanke med klostret var att inrätta en ny typ av rysk-ortodox nunneorden som främst skulle ägna sig åt socialt arbete, precis som de protestantiska diakonissorna. Klostret drev ett sjukhus, ett kapell, ett apotek och ett barnhem gratis för fattiga, och uppmuntrade religiösa kvinnor att ägna sig åt välgörenhet. Hon föreslog inrättandet av ett diakonat för kvinnor, men det avslogs av ortodoxa kyrkan, som misstänkte henne för protestantiska tendenser.
Under första världskriget ägnade hon sig åt sjukvård av sårade soldater tillsammans med sina nunnor. När missnöjet med tsaritsan Alexandras beroende av Rasputin växte till en politisk kris, bad medlemmar av tsarsläkten henne att ingripa och försöka övertala Alexandra att ta avstånd från Rasputin. Hon färdades då till Tsarskoje Selo och talade utan framgång med Alexandra om saken. Rasputin mördades 1916.

### Arrestering och död
År 1917 utbröt ryska revolutionen. De politiska omvälvningarna hade till en början ingen inverkan på livet i klostret. Men Elizabeth oroade sig för sina släktingar, som satt i husarrest i Alexanderpalatset i Tsarskoje Selo. Hon höll kontakten med sin syster Alexandra, även när denna var i exil i Tobolsk. Konsekvenserna för klostret uppstod först i och med bolsjevikernas maktövertagande i oktoberrevolutionen 1917. Bolsjevikerna betraktade klostret som en "härd för vidskepelse", och nunnorna blev trakasserade. Hennes tidigare beundrare kejsar Wilhelm II försökte övertala Elisabeth att fly från Ryssland, men hon vägrade lämna sitt hem.
I april 1918 arresterades Elisabeth på Lenins order och sattes i husarrest i först Perm och därefter i Jekaterinburg. Hon fängslades tillsammans med en av sina nunnor, Varvara Yakovleva, storfurst Sergej Mikhailovitj av Ryssland och hans sekreterare Feodor Remez, furst Ioann Konstantinovitj av Ryssland, furst Konstantin Konstantinovitj av Ryssland, furst Igor Konstantinovitj av Ryssland och furst Vladimir Pavlovitj Paley.
Fångarna fördes 20 maj 1918 till Napolnaya-skolan i Alapajevsk. Den 17 juli fråntogs de sina pengar och meddelades att de skulle förflyttas till Siniachikhenskys fabriksområde. Samma natt fördes de av tjekan till ett tjugo meter djupt gruvschakt från en gammal järngruva vid byn Siniachikha utanför Alapaevsk.
Fångarna blev misshandlade och slutligen slängda ned i gruvschaktet. Elisabeth var den första som knuffades ned. Handgranater slängdes därefter ned i schaktet. Handgranaterna lyckades dock inte döda fångarna, trots ett upprepat försök. Enligt uppgift kunde de istället höras sjunga en rysk hymn. Man samlade därför ihop ris och ved som tändes på och lät falla ned i schaktet, och satte en vakt vid hålet.
Elisabeth hade åtnjutit stor popularitet på grund av sitt sociala arbete, och Lenin kommenterade hennes död med orden:
"kunglig dygd är en större fiende till världsrevolutionen än hundra tyranniska tsarer".
Då Alapaevsk erövrades av vita armén upptäcktes kvarlevorna den 8 oktober 1918 och undersöktes. Undersökningen visade att Elisabeth hade blivit dödligt skadad genom fallet i schaktet, men att hon hade levt länge efter det, då hon haft tid och kraft att bandagera furst Ioann. Hennes kvarlevor fördes till Jerusalem, genom systern Viktorias försorg, där de begravdes i Maria Magdalena-kyrkan.

## Galleri

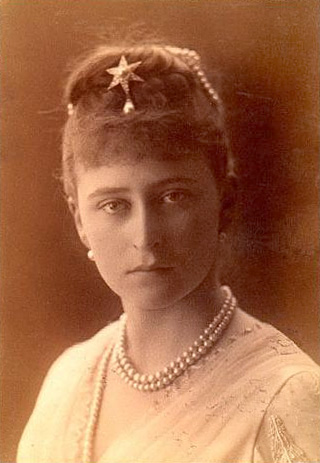
Storfurstinnan Elisabeth ca 1890.
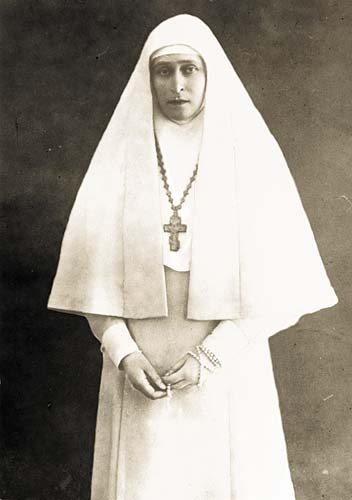
Storfurstinnan Elisabeth som nunna 1910.